# Alan Herries Wilson
Alan Herries Wilson (2 juillet 1906 - 30 septembre 1995) est un mathématicien et industriel britannique. 

## Biographie
Il fait ses études à la Wallasey Grammar School et à l'Emmanuel College Cambridge University, où il obtient un baccalauréat en mathématiques en 1926. Son travail de troisième cycle, réalisé sous la supervision de Ralph H. Fowler, concernait des problèmes de mécanique quantique. Il y a maintenant une bourse de recherche Alan-Wilson à l'Emmanuel College. 
Il étudie avec Werner Heisenberg l'application de la mécanique quantique à la conduction électrique dans les métaux et les semi-conducteurs. Au cours de la période 1931-1932, Wilson formule une théorie expliquant comment les bandes d'énergie des électrons peuvent faire d'un matériau un conducteur, un semi-conducteur ou un isolant. En 1932, il reçoit le prix Adams ; l'essai qu'il écrit pour ce prix est devenu la base de son livre La Théorie des métaux (The Theory of Metals), publié en 1936. Son livre Semi-conducteurs et métaux (Semi-conductors and Metals) est publié en 1939. Wilson supervise quatre étudiants diplômés dans l'étude de la physique du solide au cours des années 1930, mais Wilson perçoit que l'intérêt dans le domaine est faible à Cambridge et s'est donc tourné vers l'étude de la physique nucléaire et des rayons cosmiques. 
Wilson est élu membre de la Royal Society en 1942 pour son travail dans l'avancement de la théorie de la conduction dans les métaux et les semi-conducteurs. Pendant la Seconde Guerre mondiale, il travaille sur les problèmes de radiocommunication pour le SOE et est ensuite attaché au projet britannique Tube Alloys pour développer la bombe atomique. 
Après la Seconde Guerre mondiale, il quitte la recherche universitaire et devient un industriel, rejoignant la société textile britannique Courtaulds pour superviser leur recherche et développement de fibres artificielles. Il continue son intérêt pour la physique mathématique et prépare une deuxième édition de La Théorie des métaux (The Theory of Metals) en 1953. Il publie Thermodynamique et mécanique statistique (Thermodynamics and Statistical Mechanics) en 1957. Wilson est le deuxième président de l'Institut de physique combiné(?) et de la Physical Society de 1962 à 1964. En 1962, il quitte Courtaulds en partie à la suite d'une offre publique d'achat par ICI et rejoint Glaxo, une société pharmaceutique, devenant président en 1963 et le restant jusqu'à sa retraite en 1973. Pendant son séjour chez Glaxo, Wilson réussit à développer considérablement ses activités. Wilson est fait chevalier en 1961,. Il s'est marié en 1934 à Margaret Monks (Constance) (?? - 8 juin 1961) et a deux fils (Peter, né en 1939, et John, né en 1944),.